# Nuño Aguirre de Cárcer
Nuño Aguirre de Cárcer y López de Sagredo (Alejandría, Egipto, 7 de marzo de 1923-Comillas, España, 18 de octubre de 2017) fue un diplomático español, embajador de España en varios países.

## Trayectoria
Tras realizar el bachillerato francés en Alejandría, en el colegio St. Marc —de los Hermanos de la Salle—, pasó por diversos internados: comenzando por un internado marianista (Mataró), el Instituto de Peñaflorida (San Sebastián), el internado de los jesuitas El Salvador (Zaragoza), y el colegio El Pilar (Madrid), entre septiembre de 1940 y junio de 1941.
Aguirre de Cárcer, que ingresó en la carrera diplomática en 1945, fue durante muchos años embajador de España en diversos destinos como Siria, Chipre (1970-1972), Finlandia (1972-1973), Bélgica (1976-1982), Estados Unidos (1982-1983), la Santa Sede y Soberana Orden de Malta (1983-1985) o la OSCE, amén de ser el primer representante permanente de España ante la OTAN (junio-julio, 1982) Acompañó a la delegación española en la Conferencia de Helsinki (1975), la primera ocasión multilateral en la que participaba la España de la posguerra. Participó como mediador en el conflicto balcánico, en la década de los noventa.
También ocupó importantes tareas en el Ministerio de Asuntos Exteriores, como director general de América y director general de Europa (1973-1976)
Publicó diversos ensayos sobre política internacional y un libro sobre la neutralidad española en la Primera Guerra Mundial.
Casado con Maribel, tuvo seis hijos: Miguel y Rodrigo Aguirre de Cárcer, también embajadores, Iñigo, Casilda, Nuño y Fernando.